# Ácido fítico
El ácido fítico es un ácido orgánico que contiene fósforo, presente en los vegetales, sobre todo en semillas y fibra.
Los catabolitos del ácido fítico son denominados como polifosfatos de inositol. Algunos ejemplos son el  penta- (IP5), tetra- (IP4), y trifosfato (IP3).

## Relevancia agropecuaria
El fósforo en forma de fitato no es biodisponible en los animales no rumiantes (monogástricos) debido a que carecen de la enzima fitasa (EC 3.1.3.26), la cual se requiere para separar el fósforo de la molécula de fitato. Por su parte, los rumiantes (poligástricos) aprovechan el fitato por acción de microorganismos del rumen.
La mayoría de los animales de abasto no rumiantes, como el ganado porcino, las aves de corral y los peces son alimentados principalmente con cereales como el maíz y leguminosas como soja. Dado que el fósforo del fitato de estos alimentos no está disponible para la absorción intestinal por estos animales no rumiantes, el fitato no absorbido pasa a través del tracto gastrointestinal, elevando la cantidad de fósforo en el estiércol.
La biodisponibilidad del fósforo del fitato puede incrementarse con suplementación de la dieta con la enzima fitasa. Así mismo, se ha probado en el cerdo que la fermentación de la soja y el maíz permiten mejorar la biodisponilidad del fósforo del fitato a niveles equiparables a los alcanzados con la suplementación de la dieta con fitasa con los consiguientes beneficios económicos para los criadores.
Además, se han desarrollado líneas mutantes bajas en ácido fítico en especies de varios cultivos en los que las semillas han reducido drásticamente los niveles de ácido fítico y se han aumentado de forma concomitante en fósforo inorgánico. Sin embargo, se han publicado problemas de germinación que han impedido el uso de estos cultivos hasta el momento.
El uso de granos germinados reduce la cantidad de ácidos fíticos en la alimentación, sin una reducción significativa de su valor nutritivo.
Los fitatos también tienen potencial para ser utilizados en la recuperación de suelos, para inmovilizar el uranio, níquel y otros contaminantes inorgánicos.

## Aplicaciones en las ciencias de los alimentos
El ácido fítico se encuentra en la cáscara de las nueces, las semillas  y  los granos. 
En tecnologías domésticas de preparación de alimentos se puede reducir el ácido fítico en todos estos alimentos por cocción simple. Algunos métodos más efectivos son el remojo en un medio ácido, la fermentación del ácido láctico, y la germinación.
El ácido fítico tiene una fuerte acción secuestrante (quelante) de varios minerales importantes nutricionalmente como el calcio, magnesio, hierro y zinc. Cuando un mineral se une al ácido fítico se vuelve insoluble, precipita y no se absorberá en el intestino. Este proceso contribuye a desarrollar deficiencias de minerales en las personas cuyas dietas se basan en estos alimentos vegetales, como las de los países en vías de desarrollo. El ácido fítico disminuye también la absorción de la niacina. Por todo esto, el ácido fítico se considera como un antinutriente a pesar de sus posibles efectos terapéuticos (véase más adelante). En las personas con un consumo especialmente bajo de minerales esenciales, especialmente en los países en desarrollo, este efecto puede ser indeseable.
La formación de complejos de calcio con ácido fítico depende del pH.
Los lactobacilos probióticos y otras especies de la microflora digestiva endógenos son una fuente importante de la enzima fitasa que cataliza la liberación de fosfato a partir de fitato y la hidrólisis de los complejos formados por iones metálicos o fitatos y otros cationes, haciéndolos más solubles, por lo que en última instancia, mejoran y facilitan  su absorción intestinal.
El ácido ascórbico (Vitamina C) puede reducir el efecto del ácido fítico en el hierro.
| Alimento                        | [% Mínimo de extracto seco] | [% Máximo de extracto seco] |
| ------------------------------- | --------------------------- | --------------------------- |
| Harina de sésamo                | 5.36                        | 5.36                        |
| Nuez del Brasil                 | 1.97                        | 6.34                        |
| Almendras                       | 1.35                        | 3.22                        |
| Tofu                            | 1.46                        | 2.90                        |
| Semilla de linaza               | 2.15                        | 2.78                        |
| Avena para desayuno             | 0.89                        | 2.40                        |
| Frijol pinto                    | 2.38                        | 2.38                        |
| Concentrado de proteína de soja | 1.24                        | 2.17                        |
| Frijol de soja                  | 1.00                        | 2.22                        |
| Maíz                            | 0.75                        | 2.22                        |
| Cacahuate                       | 1.05                        | 1.76                        |
| Harina de trigo                 | 0.25                        | 1.37                        |
| Trigo integral                  | 0.39                        | 1.35                        |
| Bebidas de soja                 | 1.24                        | 1.24                        |
| Avena                           | 0.42                        | 1.16                        |
| Germen de trigo                 | 0.08                        | 1.14                        |
| Pan integral                    | 0.43                        | 1.05                        |
| Arroz integral                  | 0.84                        | 0.99                        |
| Arroz blanco                    | 0.14                        | 0.60                        |
| Garbanzos                       | 0.56                        | 0.56                        |
| Lentejas                        | 0.44                        | 0.50                        |

## Efecto sobre la salud
El ácido fítico posee propiedades antioxidantes, ya que es capaz de secuestrar metales que catalizan las reacciones de oxidación.
Se ha propuesto que este secuestro puede prevenir el cáncer de colon por reducción del estrés oxidativo en el lumen del tracto intestinal. 
Los investigadores también han señalado la posibilidad de que el ácido fítico, que se encuentra en la fibra de  leguminosas y granos, intervenga en la prevención del cáncer de colon y otros cánceres.
Como aditivo alimentario, el ácido fítico se utiliza como antioxidante con el código E391.

## Biosíntesis
El ácido fítico se biosintetiza a partir de la fosforilación del mio-inositol, por acción de las enzimas mio-inositol 3-quinasa (EC 2.7.1.64) y las mio-inositol polifosfato quinasas (EC 2.7.1.151-157).

## Función biológica
En las semillas y los granos, el ácido fítico y sus metabolitos tienen varias funciones importantes. En particular, el ácido fítico cumple funciones como almacén de varios elementos de fósforo y de energía, y como fuente de cationes de mio-inositol (precursor de la pared celular). El ácido fítico es la forma principal de almacenamiento de fósforo en las semillas de la planta.
En las células animales, los polifosfatos de mio-inositol son ubicuos y el ácido fítico es el más abundante, con su concentración de entre 10 a 100 μmol en células de mamíferos en función del tipo celular y la etapa de desarrollo. La interacción del ácido fítico con proteínas intracelulares específicas ha sido investigada in vitro, y se ha descubierto que estas interacciones dan como resultado la inhibición o la potenciación de las actividades fisiológicas de las proteínas. La mayoría de estos estudios sugiere un papel intracelular como cofactor en la reparación del ADN. Otros estudios usando levaduras mutantes también han sugerido que el ácido fítico intracelular podría estar implicado en el transporte de ARNm del núcleo al citosol.